# Life Starts Now
Life Starts Now – trzeci album studyjny kanadyjskiej grupy rockowej Three Days Grace wydany we wrześniu 2009.

## Spis utworów
Opracowano na podstawie materiału źródłowego.
1. "Bitter Taste" – 4:01
2. "Break" – 3:13
3. "World So Cold" – 4:03
4. "Lost In You" – 3:53
5. "The Good Life" – 2:53
6. "No More" – 3:45
7. "Last to Know" – 3:27
8. "Someone Who Cares" – 4:52
9. "Bully" – 3:39
10. "Without You" – 3:34
11. "Goin' Down" – 3:06
12. "Life Starts Now" - 3:08

## Twórcy
- Adam Gontier – śpiew, gitara
- Neil Sanderson – perkusja
- Brad Walst – gitara basowa
- Barry Stock – gitara